# Japanischer Kuchenbaum

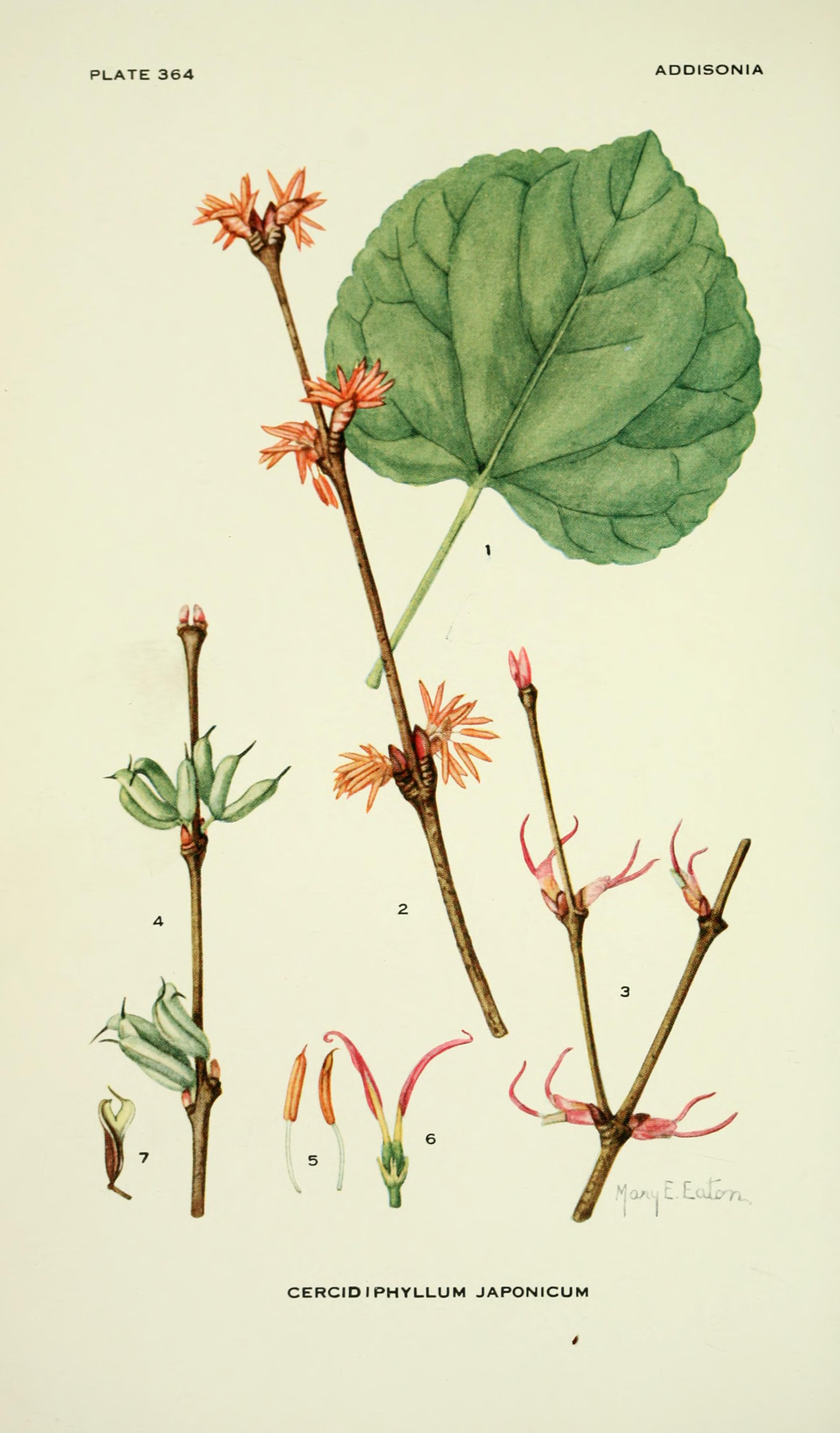
Illustration

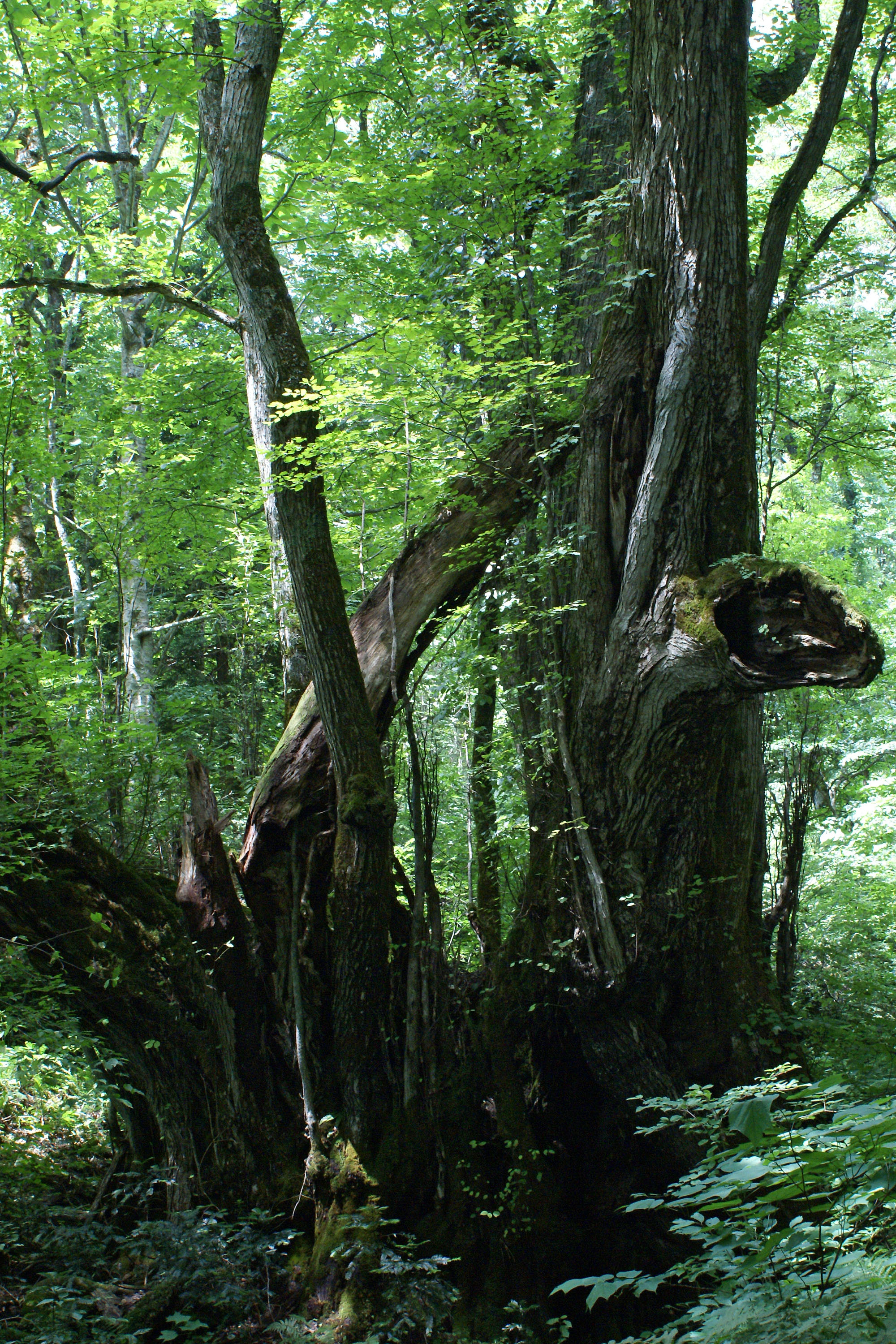
Der 1000-jährige „Große Katsura von Wachi“ (和池の大カツラ, Wachi no Ōkatsura) im Botanischen Garten Tajima-Hochebene in Kami

Der Japanische Kuchenbaum (Cercidiphyllum japonicum) oder jap. 桂, Katsura, auch Japanischer Katsurabaum, Judasblattbaum, Lebkuchenbaum oder einfach, jedoch nicht eindeutig, Kuchenbaum genannt, ist eine Baumart aus der nur zwei Arten zählenden Gattung Kuchenbäume (Cercidiphyllum).

## Name
Der Name Kuchenbaum stammt vom Geruch des Laubs vor und nach dem Fallen im Herbst. Insbesondere bei feuchtem Wetter riechen die Blätter nach frischem Gebäck, Karamell oder Lebkuchen. Der Geruch verliert sich allerdings beim Trocknen der Blätter.

## Beschreibung

### Vegetative Merkmale
Der Japanische Kuchenbaum ist ein sommergrüner Laubbaum oder Großstrauch, der Wuchshöhen von 10 bis 20 Metern, selten bis zu 30 Metern erreichen kann und eine längliche, kegelförmige, oft recht lichte Krone aus steil aufragenden Ästen hat. Der Stammdurchmesser erreicht über 1 Meter, selten bis über 2 Meter. Die Borke ist braun-grau und bei jungen Bäumen glatt. Später wird sie rau rissig bis furchig und teils abblätternd. Die Wurzeln verlaufen flach bis herzförmig und bilden keine Ausläufer. Der Baum ist sehr langlebig.
Die dimorphen Laubblätter treiben früh im Jahr aus. Sie sind an Langtrieben fast gegen- bis meist wechselständig angeordnet. Neben diesen Langtrieben gibt es auch Kurztriebe, die unter anderem direkt aus dem Stamm wachsen. An diesen befinden sich etwas größere, länger gestielte Blätter, die dort meist gegenständig stehen. Die Blattstiele sind bis zu 6 Zentimeter lang und meist dunkelrot. Die unterschiedlichen Spreiten sind an den Langtrieben meist fieder- bis seltener handnervig, spitz, breit-eiförmig oder dreieckig bis elliptisch, manchmal herzförmig und ganzrandig bis feingekerbt oder an Kurztrieben handnervig, abgerundet bis rundspitzig, nieren- bis herzförmig sowie gekerbt. Die Blätter sind meist kahl und haben auf der Oberseite eine mattgrüne Farbe, an der Unterseite sind sie fahlgrün-bläulich oder weiß-grün. Die Blattunterseite kann auch etwas behaart sein. Sie verfärben sich recht rasch nach Lachsrosa und später nach Goldgelb. Kurz bevor das Laub abfällt, duften sie nach Zuckerwatte und frisch gebackenem Kuchen, woraus sich der Trivialname ableitet. Die Blätter haben jeweils Nebenblätter.

### Generative Merkmale
Die Bäume sind meistens zweihäusig getrenntgeschlechtig diözisch. Die unauffälligen rötlichen „Blüten“ erscheinen im März oder April noch vor dem Laub und blühen bis in den Mai. Die Blüten ohne Blütenhüllen stehen hier in dichten Blütenständen, welche hier die „Blüten“ darstellen, endständig an den Kurztrieben in den gemeinsamen Blattknoten. Die männliche Blüte besitzt bis zu 13, bis etwa 10 Millimeter lange, Staubblätter mit langen Staubfäden und rötlichen Antheren. Mehrere Männliche Blüten stehen im männlichen Blütenstand mit Deckblättern zusammen. Die weiblichen Blüten bestehen nur aus einem kurz gestielten Fruchtblatt mit vielen Samenanlagen mit einer langen, flachen und roten Narbe. Sie stehen bis zu acht in den kurz gestielten weiblichen Blütenständen mit Deckblättern zusammen.
Die kleine, bis 2 Zentimeter lange Balgfrucht hat eine bräunliche Farbe und ist leicht sichelförmig mit einem kleinen Schnabel und sie enthält viele flache, bräunliche, bis 5 Millimeter lange, trapezförmige, einseitig geflügelte Samen. Die Früchte bleiben über den Winter stehen.
Die Chromosomenzahl beträgt 2n = 38.

## Verbreitung
Der Japanische Kuchenbaum stammt aus Ostasien, insbesondere aus Japan und China. Natürliche Areale befinden sich neben Japan in den chinesischen Provinzen: südliches und westliches Anhui, südliches Gansu, nordöstliches Guizhou, südwestliches Henan, Hubei, nordwestliches Hunan, nördliches Jiangxi, südliches Shaanxi, südwestliches Shanxi, Sichuan, nordöstliches Yunnan und nordwestliches Zhejiang. Er wächst in Wäldern, an Waldrändern und entlang von Flüssen in Höhenlagen zwischen 600 und 2700 Meter Höhe.
In den gemäßigten Breiten wird er als seltenes dekoratives Ziergehölz in Gärten und Parks angepflanzt, wird dabei aber kaum höher als zwölf Meter. Er wächst in lichten Gebüschen und bevorzugt lockeren, humus- und nährstoffreichen Boden sowie einen sonnigen oder halbschattigen Standort. Er ist gegen Trockenheit empfindlich.

## Zierformen
Es gibt die Zierformen Cercidiphyllum japonicum f. pendulum und Cercidiphyllum japonicum f. miquelianum sowie die Sorten 'Rotfuchs', 'Heronswood Glo', 'Peach', 'Raspberry', 'Ruby', 'Strawberry' und 'Tidal Wave'.
Das schöne, mittelschwere Holz ist mäßig hart, aber nicht besonders beständig. Es wird für verschiedene Anwendungen genutzt.

## Bilder

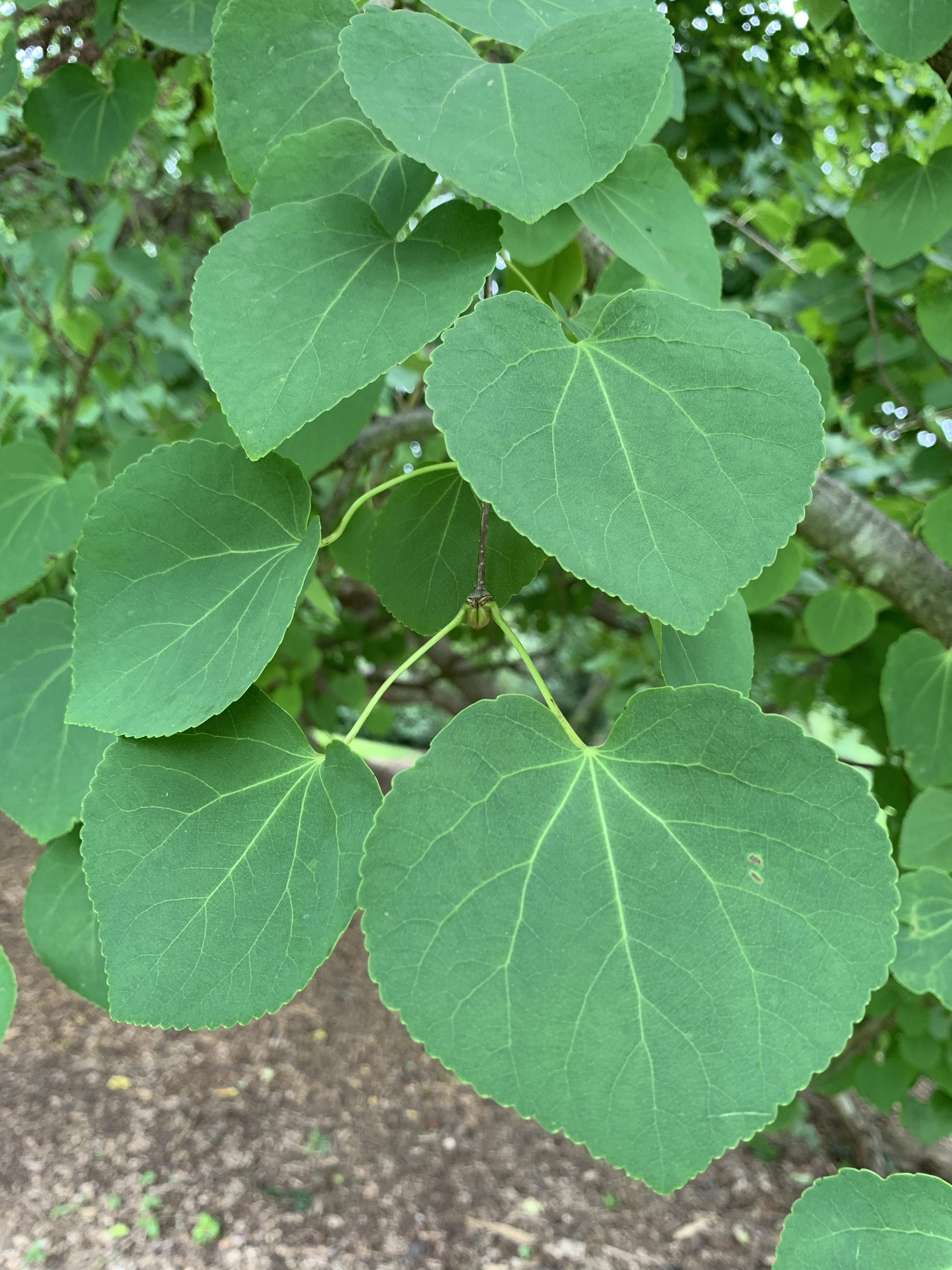
Blätter am Kurztrieb
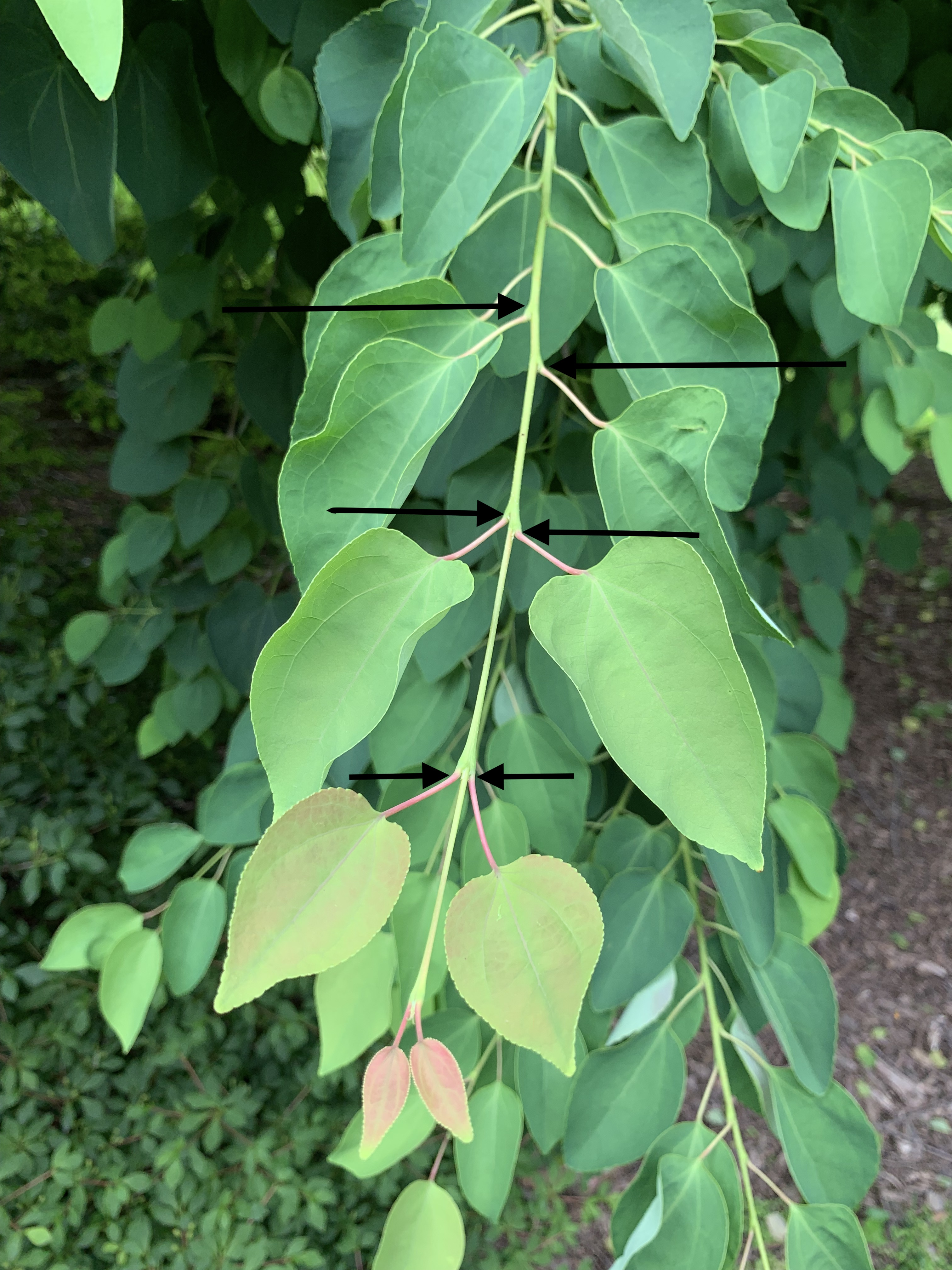
Blätter am Langtrieb
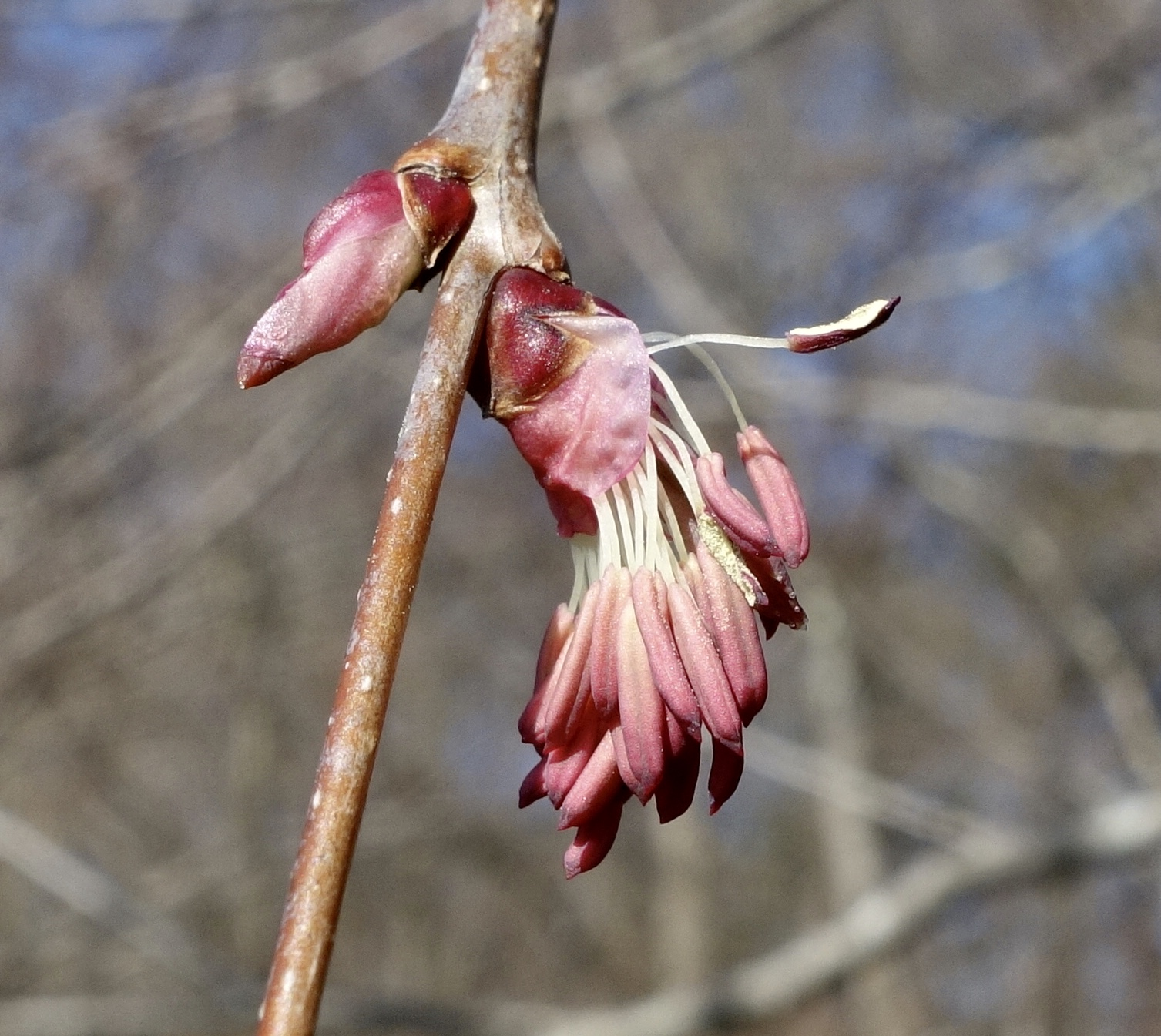
Zweig mit männlichen Blüten
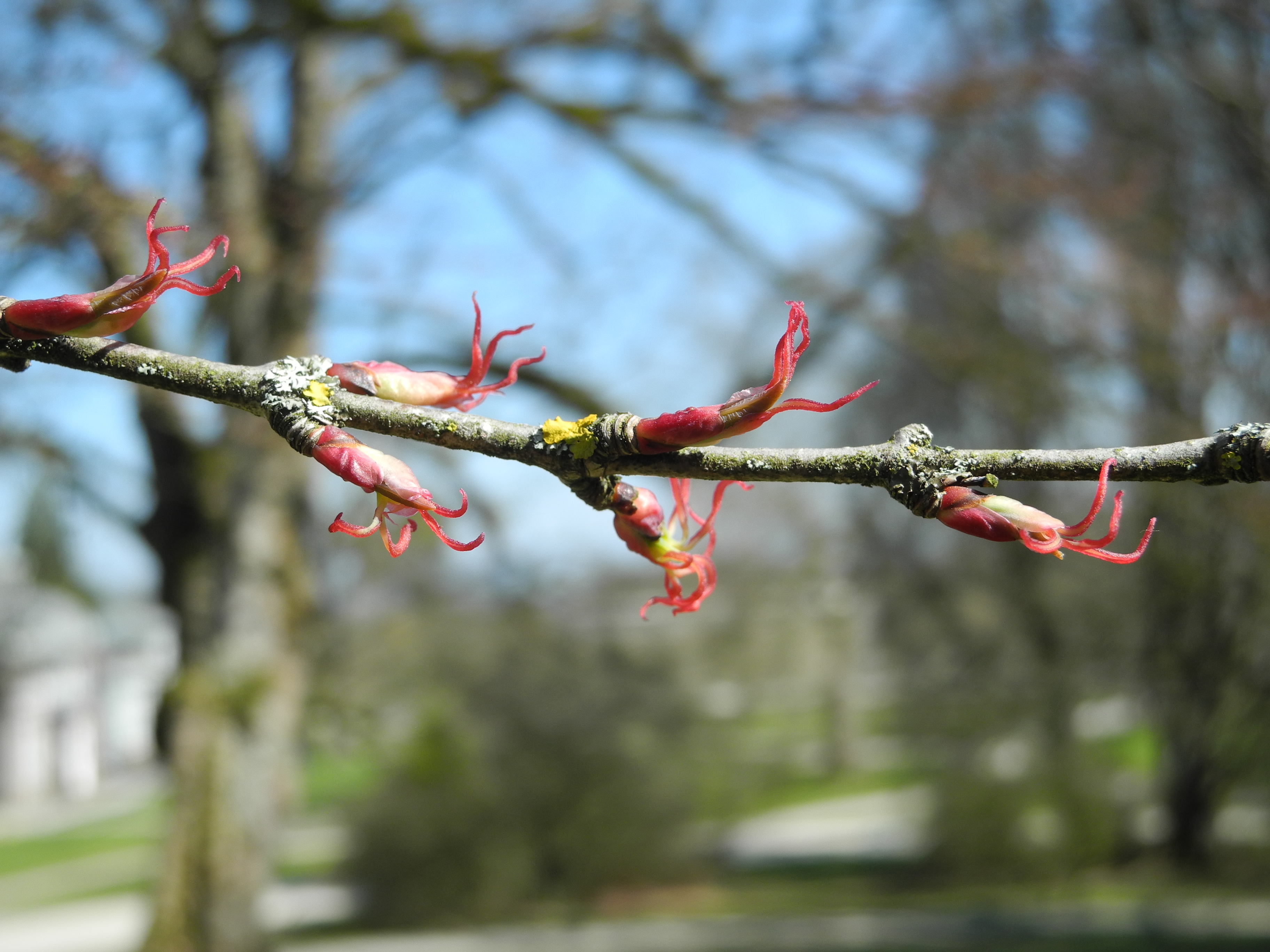
Zweig mit weiblichen Blüten
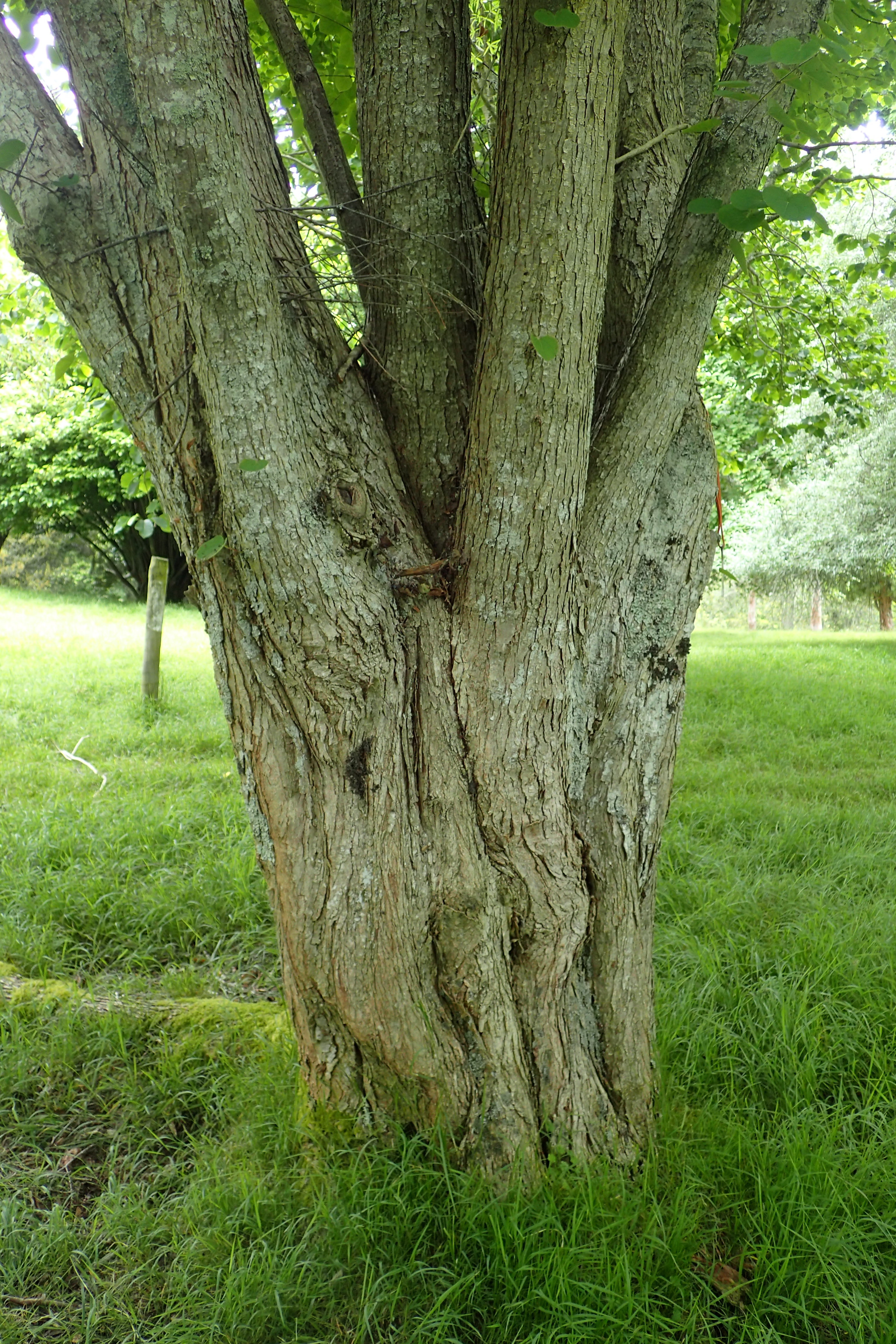
Rinde
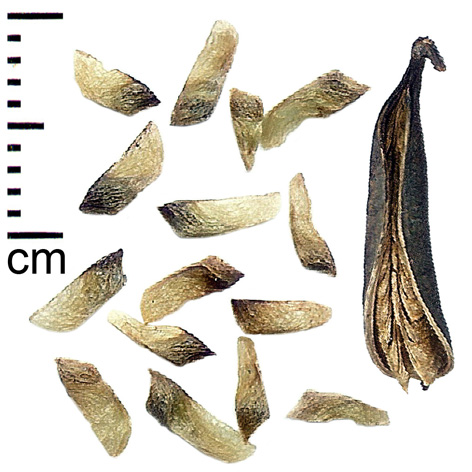
Frucht und Samen